# Assemblée d'Australie-Méridionale
55e législature d'Australie-Méridionale
Parliament House
L'Assemblée d'Australie-Méridionale (en anglais : South Australian House of Assembly) est la chambre basse du Parlement d'Australie-Méridionale, un État de l'Australie.
Composé de 47 membres élus pour quatre ans au vote à second tour instantané, elle siège à Adélaïde, la capitale de l'État.

## Système électoral
L'assemblée est dotée de 47 sièges pourvus pour quatre ans au vote à second tour instantané dans autant de circonscriptions électorales. Le vote y est utilisé sous sa forme intégrale : les électeurs classent l'intégralité des candidats par ordre de préférences en écrivant un chiffre à côté de chacun de leurs noms sur le bulletin de vote, 1 étant la première préférence. Au moment du dépouillement, les premières préférences sont d'abord comptées puis, si aucun candidat n'a réuni plus de la moitié des suffrages dans la circonscription, le candidat arrivé dernier est éliminé et ses secondes préférences attribuées aux candidats restants. L'opération est renouvelée jusqu'à ce qu'un candidat atteigne la majorité absolue. Les bulletins de vote doivent obligatoirement comporter un classement de l'ensemble des candidats. À défaut, ils sont considérés comme nuls,. 
À partir de 1979, les élections de l'assemblée interviennent toujours en même temps que celles du Conseil législatif. Depuis un amendement constitutionnel entrepris en 2001, elles sont fixées tous les quatre ans au troisième samedi du mois de mars.